# تپه امامزاده صالح
تپه امامزاده صالح مربوط به دوران‌های تاریخی پس از اسلام است و در شهرستان بوئین‌زهرا، روستای ککین واقع شده و این اثر در تاریخ ۱۰ مهر ۱۳۸۰ با شمارهٔ ثبت ۴۰۹۶ به‌عنوان یکی از آثار ملی ایران به ثبت رسیده است.